# Kadusii
Kadusii (perski: کادوسیان) – starożytny lud, który zamieszkiwał południowo-zachodnie wybrzeże Morza Kaspijskiego.

## Historia
Kadusii jest wymieniana w pracach wielu starożytnych autorów (Arrian, Ksenofont, Strabon). Byli zależni od państwa Achemenidów. Żyli między rzekami Kura i Sefidrud. Arrian wspomniał o milicji Kadusów walczącej po stronie perskiej w bitwie pod Gavgamelą. Kadusi są tam wymieniani oddzielnie od sąsiednich ludów: Albańczyków, Medów i Hirkanów. Związek między Kadusem a Kaspijczykami, o których wspomina Herodot i które znajdują się na tym samym terytorium, nie jest jasny.
Język Kaduceusza jest nieznany. Istnieją spekulacje na temat języka irańskiego tego narodu.